# Balgheim (Badenia-Wirtembergia)
Balgheim – miejscowość i gmina w Niemczech, w kraju związkowym Badenia-Wirtembergia, w rejencji Fryburg, w regionie Schwarzwald-Baar-Heuberg, w powiecie Tuttlingen, wchodzi w skład wspólnoty administracyjnej Spaichingen. Leży w Jurze Szwabskiej, ok. 2 km na wschód od Spaichingen, przy drodze krajowej B14 oraz linii kolejowej Gäubahn (Stuttgart–Singen (Hohentwiel)).